# Praderas esteparias del Amur
La ecorregión de las praderas esteparias del Amur (WWF ID: PA0901) se extiende a lo largo de dos secciones del valle medio del río Amur en el Lejano Oriente ruso. El terreno está formado principalmente por llanuras aluviales planas sobre suelo aluvial. Debido al alto nivel freático y las frecuentes inundaciones, el área ha permanecido relativamente libre de bosques y hoy en día se caracteriza por extensos humedales de pantanos y pastizales. El área permaneció libre de hielo durante la glaciación del Pleistoceno, creando un refugio para muchas especies de plantas y animales. Tiene una superficie de 123 283 kilómetros cuadrados (47 599,6 mi²).

## Localización
La sección norte de la ecorregión se extiende unos 300 km en dirección noroeste a sureste en el lado ruso del río Amur que fluye hacia el sur. se centra aproximadamente en la ciudad de Blagovéshchensk en el óblast de Amur (Rusia). Esta sección está rodeada principalmente por terrenos más altos en la ecorregión de bosques mixtos de Manchuria. Separada por unos 150 km, la sección sur es unos 100 km más larga y se extiende a ambos lados del Amur mientras gira hacia el noreste entre la provincia de Heilongjiang en China y el Krai de Jabárovsk en Rusia. La mayor parte de esta sección está en China.
Al norte y al este de esta sección se encuentra la ecorregión de bosques latifoliados y mixtos de Ussuri, y al sur se encuentra la ecorregión de praderas y bosques de Suiphun-Janka. El Amur ha serpenteado y cambiado a largo plazo, dejando suelos aluviales planos que sustentan una rica vida silvestre, así como una agricultura competitiva.

## Clima
La región tiene un clima continental húmedo - subtipo de verano fresco (clasificación climática de Köppen (Dwb)). Este clima se caracteriza por una alta variación de temperatura, tanto diarias como estacionales; con inviernos largos y fríos y veranos cortos y frescos sin promediar más de 22 °C (71,6 °F). La precipitación media es de unos 604 mm/año. La temperatura media en el centro de la ecorregión es de -24,9 °C (-12,8 °F) en enero y de 20,3 °C (68,5 °F) en julio.

## Flora y fauna
En los prados húmedos de los niveles más bajos y terrazas, las plantas dominantes son las gramíneas de carrizo del género Calamagrostis. Los extensos prados de la ecorregión albergan muchas especies de la familia de las Apiaceae (umbelíferas de la familia del perejil) que a menudo son hierbas altas con flores, de Spiraea, arbustos resistentes de hojas caducas de la familia de las Rosaceae.

## Áreas protegidas
Las principales áreas protegidas por el gobierno federal de Rusia en la región son:
- Reserva natural de Jingán, en la parte norte
- Reserva natural de Bolshejejtsir, en la parte sur